# Del Papa
(Del Papa)
Del Papa (Du Pape) è l'opera più celebre di Joseph de Maistre, edita a Lione nel 1819.
Pubblicato in piena Restaurazione, nel Del Papa de Maistre espone la dimensione teocratica del suo pensiero politico, sostenendo l'urgente necessità di ripristinare il primato e la funzione universale che il papato aveva avuto nel corso del Medioevo -si noti qui una comunanza con il pensiero di Novalis-, giacché unico potere superiore e infallibile, unico "arbitro" in grado di impedire alle monarchie stesse di degenerare in tirannidi e di ricostruire l'unità europea andata in frantumi prima con la Riforma protestante e poi con la Rivoluzione francese. 
L'opera riscosse subito un grandissimo successo, tanto da avere cinquanta ristampe nel corso del XIX secolo. Inoltre è in essa presente il dogma dell'infallibilità papale, poi definito nel 1870 dal Concilio Vaticano I con la costituzione dogmatica Pastor Aeternus.

## Edizioni italiane
- Joseph de Maistre, Il Papa, note a cura di Jacques Lovie e Joannes Chetail, introduzione di Carlo Bo, Collana Classici, Rizzoli, Milano, I ed. novembre 1984; Collana Classici, BUR, Milano, 1995 ISBN 978-88-17-17027-7